# Tramvajová doprava v Plzni
Plzeň, čtvrté největší město v ČR, provozuje tramvajovou dopravu. Provozovatelem jsou Plzeňské městské dopravní podniky (PMDP) vlastněné městem. Tramvaje se podílejí na celkovém objemu veřejné dopravy ve městě asi 45 %, tvoří tak páteř dopravního systému města. Délka sítě je 21,7 km. Rozchod kolejí činí 1435 mm.

## Historie

### Konec 19. století
V 19. století se Plzeň, díky novým průmyslovým podnikům, rozrůstala tak rychle, že potřebovala akutní řešení tíživé dopravní situace. Jako vhodná přišla městu elektrická tramvaj, jejichž plány vypracoval František Křižík; jeho firma pak realizovala částečně se Škodovkou i výstavbu trati. Slavnostně byl provoz na prvním úseku zahájen 29. června 1899. Celá síť se skládala ze tří jednokolejných tratí (Bory – Lochotín, Skvrňany – Nepomucká třída, Náměstí – Plynárna). Trať vedla také jižní částí dnešního náměstí Republiky. Vozovna s elektrárnou byly umístěny v bývalém cukrovaru v Cukrovarské ulici. Za rok tehdy tramvaje přepravily 800 000 lidí.
Pro zahájení provozu bylo dodáno 20 motorových vozů. Mechanickou část vyrobil průmyslník Václav Brožík, elektrickou pak sám Křižík. Již následující rok byl vozový park rozšířen o 5 motorových a 4 vlečné vozy.

### První polovina 20. století
V letech 1910 a 1929 byla trať k Plynárně prodloužena až do místní části Doudlevce, přestože to byla nejméně využívaná linka. Číslování linek bylo zavedeno v roce 1925. Úsek na Nepomuckou třídu byl na konci 20. let zdvoukolejněn. O několik let později byly prodlouženy i tratě ve Skvrňanech a na Slovanech (na dnešní smyčku). K 15. červnu 1929 byla zprovozněna druhá jednosměrná tramvajová trať na náměstí Republiky – na jeho severní straně. Za války byla zprovozněna dnešní vozovna Slovany.
Také vozový park se rozrůstal, objevily se tramvaje jednak nové a jednak odkoupené od pražských Elektrických podniků. Ve druhé polovině 30. let se pak začaly objevovat i první smyčky, díky kterým tak mohly být dodány první jednosměrné vozy. Po vzniku protektorátu tak musely být tyto tramvaje přestavěny na pravostranné.

### Druhá polovina 20. století

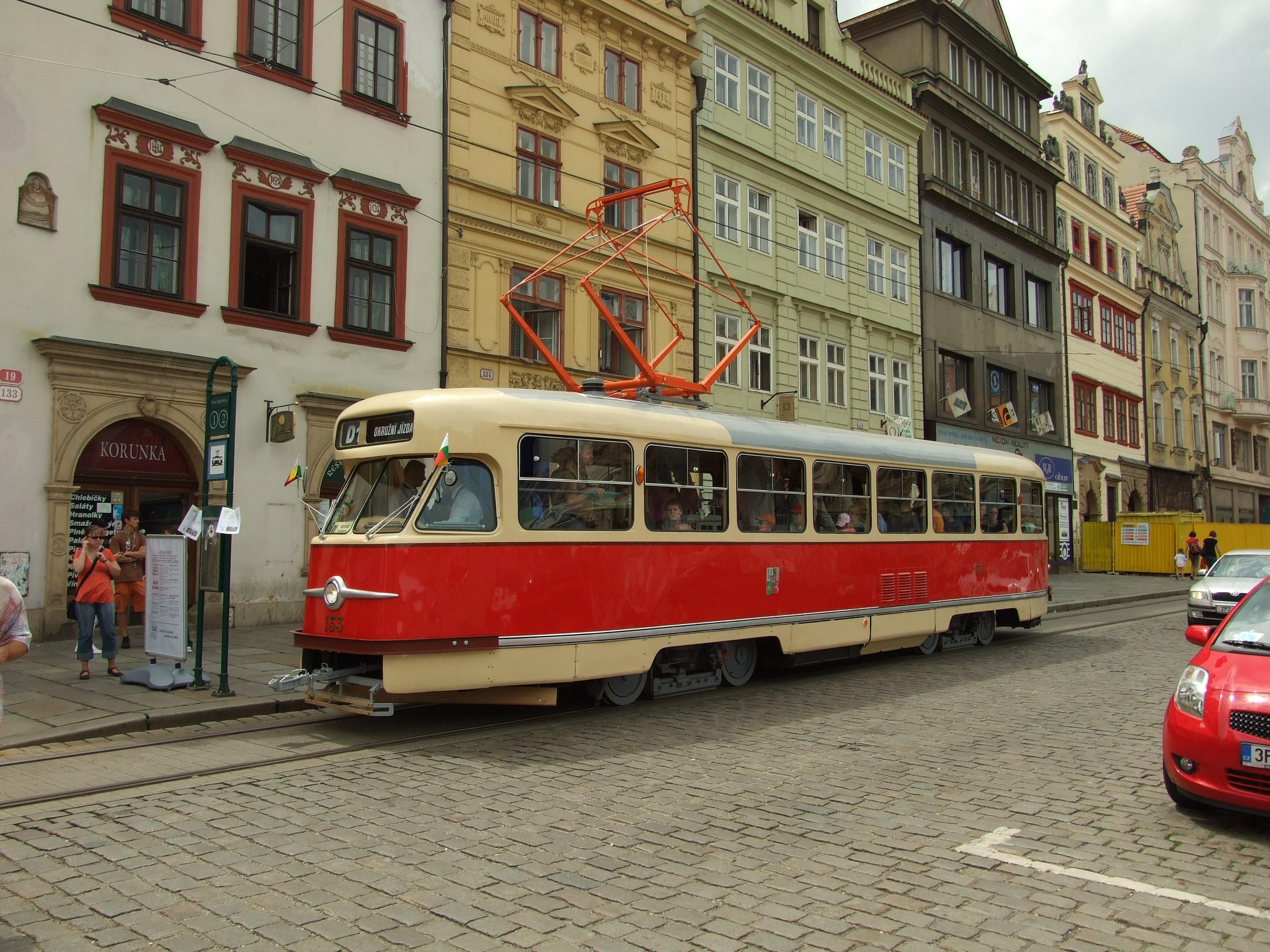
Historická tramvaj T2; původně z Ostravy, později jezdila v Liberci. V roce 2009 byla zrekonstruována do stavu, v jakém jezdil tento typ tramvají v Plzni až do roku 1988.

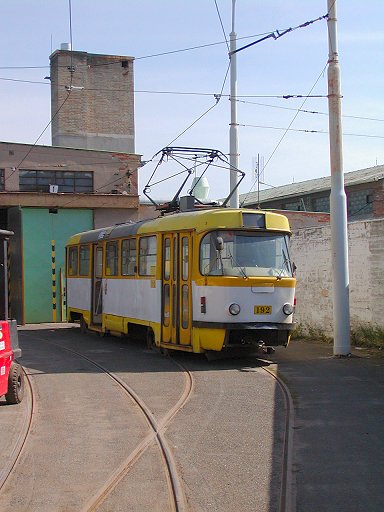
Tramvaj Tatra T3 ve vozovně

Po 2. světové válce byl zdvoukolejněn úsek do Skvrňan a v roce 1949 byla zrušena celá tramvajová trať Lochotín – Doudlevce, která byla nahrazena trolejbusy. Část této tratě se používala až do roku 1994 pro spojení Ústředních dílen v Cukrovarské ulici se zbytkem kolejové sítě.
Na přelomu 50. a 60. let se začala stavět nová sídliště, která vyžadovala dopravní spojení, což se stalo impulsem pro další rozvoj tramvajové dopravy. Na Světovar byla zprovozněna tramvajová trať v roce 1962, sídliště Skvrňany bylo k tramvajové síti připojeno v roce 1973. Košutka a Bolevec, na severu města, mají tramvajovou trať, která nahradila nedostačující trolejbusovou dopravu, od 80. let; jen nedlouho poté, co tu vzniklo rozsáhlé sídliště. Bolevecká trať však nebyla v této době dokončená celá, ale jen z poloviny; v dnešní podobě (včetně severní části) slouží veřejnosti až od roku 1990.
Po válce bylo nakoupeno ještě několik jednosměrných vozů a také několik starších tramvají z Prahy. Provoz dvounápravových tramvají skončil v Plzni, jako v prvním městě tehdejšího Československa, v roce 1963. V 50. letech byly dodány první moderní čtyřnápravové vozy koncepce PCC – Tatra T1. Na začátku 60. let je následovaly tramvaje Tatra T2 a o něco později i legendární "té trojky", které se staly základem vozového parku plzeňských tramvají. Plzeň byla také poslední město na světě, kde dojezdily vozy T1. Stalo se to v dubnu 1987. O dva roky později bylo dodáno také 12 tříčlánkových vozů Tatra KT8D5.

### 90. léta a současnost

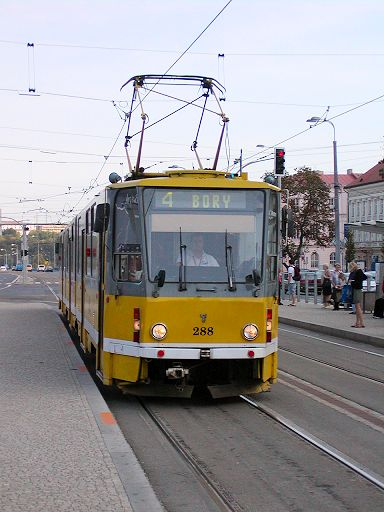
Tramvaj KT8D5 v ulicích Plzně

Po převratu v roce 1989 už nedošlo v rozsahu tramvajové sítě k žádným větším změnám; jen linkové vedení se změnilo tak, že z původních pěti jsou v provozu linky tři. Zásadními změnami naopak prošel vozový park. Objevily se první modernizace tramvají (Škoda 01T, Tatra T3R.P), výrobu tramvají navíc zahájila plzeňská Škoda, která do svého domovského města dodala 11 nízkopodlažních vozů Škoda 03T. V rámci zkušebních jízd výrobce se na kolejové síti objevily i další typy jako např. Škoda 10T pro americký Portland nebo Škoda 14T pro Prahu. Roku 2007 byla zmodernizována první plzeňská tříčlánková tramvaj KT8D5 na částečně nízkopodlažní typ Tatra KT8D5R.N2P. V březnu 2008 se v provozu poprvé objevila částečně nízkopodlažní novostavba vozu Tatra T3R.PLF. Od roku 2010 jsou dodávány vozy VarioLF a VarioLF plus, v roce 2013 byla zakoupena první článková tramvaj VarioLF2/2 IN.

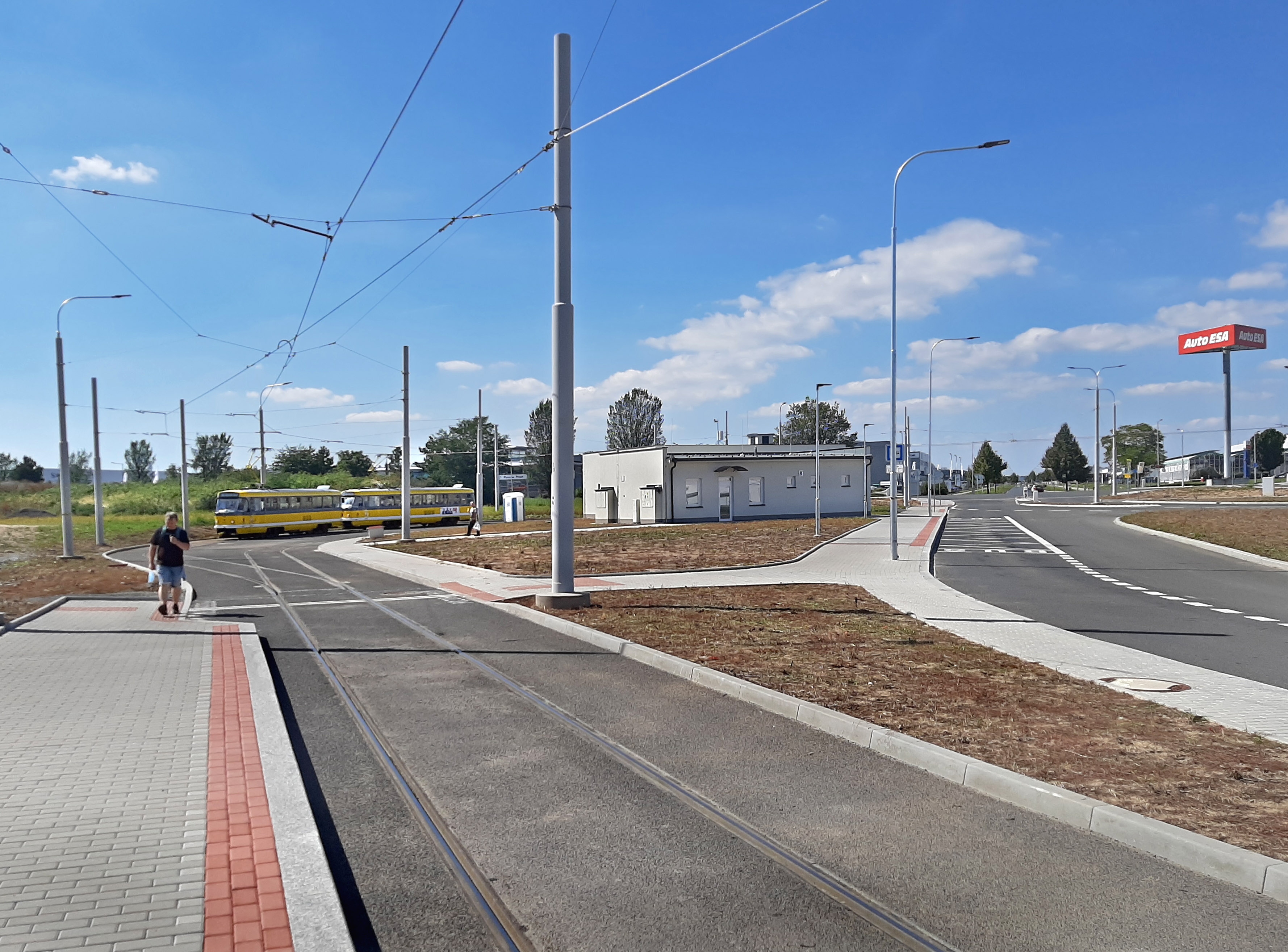
Tramvajová smyčka Univerzita

Začátkem léta 2018 magistrát rozhodl o prodloužení tramvajové tratě z Borů na Borská pole. Trať vede z Klatovské třídy ulicí Kaplířovou k ulici Podnikatelské, kde je zakončena smyčkou Univerzita. U ulice Dobřanské vznikla nácestná smyčka Bory s přestupním terminálem. Provoz na nové trati Borský park – Univerzita byl zahájen 16. prosince 2019.

### Úvahy do budoucna
Do roku 2030 je plánováno zprovoznit 1,5 km dlouhou trať na Vinice, kterou má obsluhovat linka číslo 3.
Jeden čas existoval návrh převést tramvajovou trať vedoucí přímým centrem města pod zem; podobným způsobem jako se zamýšlí v Brně[zdroj?]. Také se počítalo s tramvajovou tratí na sídliště Doubravka a Vinice (široká tělesa těchto připravovaných tramvajových tratí jsou dosud patrná).

## Zázemí
Pro plzeňskou tramvajovou síť slouží jedna vozovna:
- Vozovna Slovany
- Vozovna Skvrňany – nebyla postavena, ačkoliv se ještě v 80. letech plánovala

Pro náročnější opravy, tedy velké prohlídky a modernizace sloužily do srpna 2014 ústřední dílny, které se v Plzni nacházely v Cukrovarské ulici. Tento areál však od první poloviny 90. let již nebyl spojen s tramvajovou sítí a vozy tudíž sem musely být přepravovány na silničním trajleru. Od srpna 2014 se náročnější opravy provádí ve slovanské vozovně. Po přestěhování vozovny a celých ústředních dílen na Karlov se uvažuje o stavbě či přestavbě některých objektů na ústřední dílny jen pro tramvaje. Mohlo by se jednat o staré objekty v areálu Škody či o nějakém větším objektu na Slovanech a Světovaru. Ovšem i na dále zde byla možnost výstavby nové vozovny, jelikož ta někdejší vozovna na Slovanech již nebyla schopná uspokojit vozový park a technické zázemí vozů. V roce 2023 však byla na slovanské vozovně dovršena náročná rekonstrukce, jež ukončila její havarijní stav a vyřešila nevyhovující kapacitu.

## Tratě
Převažují úseky budované za pomoci technologie BKV či VÚIS panelů (první tratí, kde byly velkoplošné panely BKV použity, byla Slovanská třída v roce 1982). Následovaly rekonstrukce na konci 80. let a zejména v 90. letech. Tratě byly již od 30. let budovány technologií zabetonováním pražců do pevné jízdní dráhy, pouze úseky od Studentské ulice po konečnou v Bolevci a podél bývalého výstaviště ke Škodě je tvořen klasickým otevřeným svrškem na štěrkovém loži. 
První tratí se zatravněným svrškem je manipulační trať na Slovanské aleji, rekonstruovaná v roce 2006. Další tratí se zatravněným svrškem je asi kilometr dlouhý úsek na Bolevci.

### Vývoj délky sítě
| rok             | 1899 | 1932 | 1949 | 1962 | 1973 | 1980 | 1986 | 1990 | 1994 | 2019 |
| --------------- | ---- | ---- | ---- | ---- | ---- | ---- | ---- | ---- | ---- | ---- |
| délka sítě (km) | 10,7 | 11,9 | 8,5  | 11,0 | 15,9 | 18,5 | 19,4 | 21,3 | 20,3 | 21,7 |

## Linky
Trvalý provoz:
- 1 – Bolevec – Slovany
- 2 – Skvrňany – Světovar
- 4 – Košutka – Univerzita

## Vozový park
Dnes provozují PMDP několik typů tramvajových vozidel:
| Obrázek      | Typ           | Modifikace a podtypy | Dodávky v letech | Počet (k 23. 2. 2025) |
| ------------ | ------------- | -------------------- | ---------------- | --------------------- |
|              | Tatra KT8D5   | Tatra KT8D5R.N2P     | 1989             | 12                    |
|              | Tatra K3R-NT  | Tatra K3R-NT         | 2006             | 2                     |
|              | Tatra T3      | Tatra T3R.PLF        | 2008–2010        | 18                    |
|              | VarioLF       | VarioLFR.S           | 2010–2014        | 26                    |
|              | VarioLF plus  | VarioLF plus         | 2010–2017        | 6                     |
|              | VarioLF2/2 IN | VarioLF2/2 IN        | 2013–2014        | 4                     |
| EVO2 v Plzni | EVO2          | EVO2                 | 2019–2021        | 16                    |
|              | Škoda 40T     | Škoda 40T            | 2021–2025        | 17                    |

PMDP vlastní také sedm historických vozů:
- motorový vůz Brožík/Křižík ev. č. 18 z roku 1899, historický vůz od roku 1955, nejstarší dochovaná a provozuschopná elektrická tramvaj v Česku, v roce 1899 zahajovala tramvajový provoz v Plzni[8]
- motorový vůz Ringhoffer ev. č. 82 z roku 1929, odkoupený roku 2018 z Prahy[9]
- vlečný vůz Brožík/Křižík ev. č. 9 z roku 1899, přestavěný v roce 1937 z motorového vozu, skříň získána v roce 2011, čeká na případnou rekonstrukci[10]
- motorový vůz Tatra T1 ev. č. 121 z roku 1956[11]
- motorový vůz Tatra T2R ev. č. 133 z roku 1958, odkoupený roku 2007 z Liberce[11]
- motorový vůz Tatra T3 ev. č. 187 z roku 1974, který je veden jako historický od roku 2019 (z pravidelného provozu odstaven od 2012)[12]
- motorový vůz Tatra T3 ev. č. 192 z roku 1976, který je veden jako historický od roku 2008 (z pravidelného provozu odstaven od 2004)[13]